# Amadeus IT Group
La Amadeus IT Group, frecuentemente conocida como Amadeus, es una empresa proveedora de soluciones tecnológicas para la industria de los viajes. Fue fundada en 1987.

## Historia
Fue creada en 1987 con una alianza estratégica (joint-venture) entre las aerolíneas Air France, Lufthansa, Iberia L.A.E. y Scandinavian Airlines System para crear un suministrador a nivel mundial de servicios de información y reservas para el beneficio de los viajeros y del público en general.
La empresa IBM fue seleccionada como contratista principal de Amadeus para que facilitase un centro operativo. El contrato con IBM rondó los 100 millones de dólares. También firmaron otro contrato con System One Corporation, filial de la aerolínea Texas Air, para que adaptase su programa informático System One al entorno europeo.
Su sede se situó en Madrid, su centro de desarrollo se ubicó en el parque tecnológico Sophia Antípolis, cerca de Niza (Francia), y el centro de datos se ubicó en Erding (Alemania). El primer director general y jefe ejecutivo fue Curt Ekstrom.

## Características
En 2015 ostentaba el 40,4% del mercado mundial de reservas y el 28% del mercado mundial de soluciones tecnológicas (TI) para la industria del viaje.
Opera en 195 países. De 2005 a 2015 ha destinado a innovación cerca de 2900 millones, un 15% de sus ingresos anuales. Los contratos de las aerolíneas para la utilización de las soluciones Altea de Amadeus, por ejemplo, son a largo plazo, oscilando entre 10 y 15 años.
Facilita la conexión técnica entre las agencias de viajes y los proveedores de servicio: líneas aéreas, compañías de alquiler de coches, hoteles y otros negocios relacionados con la industria del turismo.
Los competidores naturales de esta compañía son Sabre y Travelport. En 2006, la multinacional de intermediación de pagos electrónicos Worldwide Payment Systems (con sede en Sevilla) llegó a un acuerdo con Sabre y Amadeus para crear un sistema de seguimiento de reservas llamado Worldwide Commission Management System (WCMS).

## Accionistas significativos
| Accionista                | Derechos de voto | Sociedad                       |
| ------------------------- | ---------------- | ------------------------------ |
| BlackRock                 | 5,510 %          | BlackRock, Inc.                |
| MFS Investment Management | 5,090 %          | MFS                            |
| Capital Group Companies   | 5,032 %          | Capital Group                  |
| Fundsmith                 | 3,020 %          | Fundsmith                      |
| Fidelity Investments      | 2,026 %          | Fidelity International Limited |
| Invesco                   | 1,976 %          | Invesco                        |
| Autocartera               | 2,998 %          | N/A                            |
| Free float                | 74,350 %         | N/A                            |